# Praia da Bandeira
Praia da Bandeira é um bairro da Zona Norte do município do Rio de Janeiro. É um dos catorze bairros que constituem a Ilha do Governador, sendo um grande quarteirão na área central da enseada leste da ilha, limitada a norte e oeste pelo bairro do Cocotá e a sul pelo bairro das Pitangueiras, ambos também com saída a leste para a Baía de Guanabara. É também limitada a sudoeste pelo bairro de classe média baixa do Cacuia. Seu índice de qualidade de vida no ano 2000 era de 0,858, o 46º melhor do município do Rio de Janeiro, sendo considerado regular. A praia que dá nome à localidade fica na extremidade leste da Ilha do Governador e é onde se encontram os imóveis mais valorizados do bairro. Ao longo da praia, há uma bela vista da baía de Guanabara e a presença de um quiosque, tornando-a um frequentado ponto de encontro dos moradores.  

## História
Antiga localidade da Tapera surgida em meados de 1890, por ruas entre praia e morro, o bairro homenageia, com o nome de sua principal rua, o antigo morador da região e grande nacionalista Capitão Barbosa. Oriundo da venda de terrenos na Praia da Bandeira, o bairro surgiu do loteamento lançado em 1931 pela Cia. Territorial da Ilha do Governador. Foi uma região bem valorizada até os anos 60, mas, com o tempo,  também sentiu o reflexo do crescimento acelerado a partir da construção da primeira ponte que ligou a ilha ao continente, em 1950. Em 1981, com a divisão da Ilha do Governador em catorze bairros, a Praia da Bandeira tornou-se o menor bairro da cidade depois de Zumbi e Saúde.